# Distretto di Janjgir-Champa
Il distretto di Janjgir-Champa è un distretto del Chhattisgarh, in India, di 1 316 140 abitanti. Il suo capoluogo è Janjgir.